# Attone
Attone di Vercelli o Attone II (885 – 958) è stato un vescovo e scrittore latino autore di opere in lingua mediolatina. Fu vescovo di Vercelli fra il 924 e il 958.

## Biografia
Attone nacque intorno all'885 in una nobile famiglia longobarda. Suo padre era un aristocratico di nome Aldegario, signore di Corteregia. Secondo Suzanne Wemple Attone proveniva dall'area a nord di Milano e aveva stretti legami con la chiesa milanese, che nominò erede testamentaria delle sue proprietà personali. Ricevette un'istruzione di alto livello, in linea con la posizione sociale della sua famiglia, acquisendo un'assoluta padronanza del latino e del greco, che dimostrò nelle opere della maturità. Poco altro si sa sull'infanzia o sull'inizio della carriera ecclesiastica di Attone.

## Episcopato di Vercelli
Il 12 marzo del 924, gli Ungari, entrati in Italia, misero a sacco Pavia. Regenberto, il predecessore di Attone come vescovo di Vercelli, si trovava a Pavia e morì durante l'attacco. La morte di Regenberto permise ad Attone, che doveva già essere un esponente di spicco del clero di Vercelli, di ascendere alla carica episcopale. L'episcopato lo mise in contatto con molti uomini potenti, tra i quali i re d'Italia Ugo di Provenza e Lotario II, il figlio di Lotario Ugo e il margravio Berengario d'Ivrea. Nel 933 Attone divenne arcicancelliere di Lotario II.

## Attività episcopale
Attone fu tra i primi promotori della riforma ecclesiastica e combatté vigorosamente il nicolaismo, la simonia e l'ignoranza del clero. Degne di nota sono la sua attività pastorale diretta alla moralizzazione della Chiesa (si scagliò contro la compravendita delle cariche ecclesiastiche e il concubinato, e difese con vigore la separazione tra i tribunali civili e quelli ecclesiastici) e contro i residui del paganesimo, ancora molto vivi all'inizio del X secolo nelle campagne dell'Italia settentrionale. Note sono le sue invettive contro le pratiche superstiziose ed i residui culti pagani che si compivano alle calende di marzo o la vigilia della festa di San Giovanni Battista, quando alcune donne (che Attone chiama meretriculae), abbandonate le chiese e gli uffici divini, passavano tutta la notte intorno alle fonti a danzare e intonare canti e compiere riti "nefandi" quali la diffusa usanza del battesimo delle erbe.
Tali riti naturalistici connessi al culto celtico dell'albero sacro, ci rivelano come il nocciolo di tali credenze fosse sorprendentemente pervenuto, in gran parte intatto, alle soglie del Medioevo.

## Opere
Attone fu, con Liutprando e Raterio, uno degli intellettuali più importanti della Rinascita Ottoniana. Scrittore prolifico, compose molti sermoni e lettere e varie opere di argomento religioso e politico. Molti suoi sermoni sono stati pubblicati in antologie contemporanee, come il Sermone VII "sulla Domenica delle Palme" pubblicato da Ray C. Petry nel volume No Uncertain Sound: Sermons that Shaped the Pulpit Tradition del 1948. Accanto alle sue opere maggiori, Attone scrisse anche un'Expositio in epistolas Pauli, commentario destinato all'istruzione dei sacerdoti di Vercelli, molto pregiato per purezza di lingua e dottrina. Ci è pervenuta anche una piccola collezione delle Epistolae di Attone, che include nove lettere scritte da Attone e due dirette ad Attone dal presbitero milanese Ambrogio e da Gunzone di Novara.

### De pressuris ecclesiasticis
La prima delle sue opere principali, il De pressuris ecclesiasticis, fu scritta intorno al 940. A volte viene chiamata con il suo titolo completo, De pressuris eclesiasticis libellus (Libro sulle sofferenze della Chiesa). L'opera contiene un'acuta analisi della giurisdizione della Chiesa e della sua legge, e argomenta contro il maltrattamento dei laici. Attone sottolinea in particolar modo l'effetto negativo sulla disciplina del clero dell'intervento del potere laico nell'elezione dei Vescovi e della simonia, che Attone per primo definisce "haeresis".

### Polypticum quod appellatur Perpendiculum
A volte indicato come Perpendiculum, che significa "perpendicolare", "linea" o "filo a piombo", questo lavoro sembra essere stato completato verso la fine della vita di Attone, forse nei suoi ultimi mesi.
L'attribuzione ad Attone del Polypticum è stata dibattuta fin dalla sua pubblicazione nel XVIII secolo. L'opera compare in un unico manoscritto medievale conservato nella Biblioteca Apostolica Vaticana (Vatic. lat. 4322) che contiene tutti gli altri testi di Attone tranne il commentario alle Epistole di San Paolo, ed è anche l'unico testimone di una parte del De pressuris ecclesiasticis. Appare in due versioni diverse copiate l'una dopo l'altra, ciascuna preceduta dal monogramma di Attone: una prima versione "crittografata" attraverso la tecnica della scinderatio o l'utilizzo di parole obsolete o usate in un senso obsoleto, e una seconda versione in cui la cifratura è parzialmente risolta per mezzo di glosse interlineari e numerosi scoli marginali (più di 2.500 tra glosse e scoli). Per Georg Goetz, che curò il testo dell'opera per l'editore Teubner nel 1922, il Perpendiculum non poteva essere di Attone, ma era opera di un falsario che voleva nascondersi dietro la sua autorità. Al contrario secondo Giacomo Vignodelli uno studio attento del manoscritto vaticano e di altri conservati nello scriptorium di Vercelli mostra che il manoscritto fu redatto in questo scriptorium e che risale al tempo di Attone (secondo quarto del decimo secolo); di conseguenza i dubbi espressi in precedenza sull'autore del testo risultano infondati.
Questo enigmatico testo, costruito seguendo le partizioni del discorso antico, si articola in due sezioni distinte: una lunga serie di velate allusioni alle lotte politiche nel Regno d'Italia, e una polemica con esempi tratti dalla Bibbia e dalla storia antica. Nel Polypticum Attone sostiene l'illegittimità della ribellione contro i sovrani, anche nel caso in cui non corrispondano pienamente all'ideale del re cristiano; i cospiratori che si rivolgono a un principe straniero per rovesciare il loro legittimo sovrano sono destinati non solo alla sconfitta politica nel mondo, ma anche alla condanna nell'aldilà. In termini velati, il vescovo allude ai cospiratori che, negli anni 920, invocarono la discesa di Ugo di Provenza in Italia, immaginando di poterlo manovrare politicamente, ma che furono essi stessi rapidamente eliminati, provocando nel Regno un caos che perdurava ancora al momento della stesura del testo, che può essere datato (secondo Vignodelli) intorno agli anni '50. Lo scopo del discorso è quello di scongiurare una seconda discesa di Ottone di Sassonia in Italia (dopo quella del 951): il re Berengario II è certamente un sovrano deplorevole, ma non devono essere ripetuti gli stessi errori commessi in passato. Il Polypticum sarebbe quindi un documento anti-ottoniano da opporre ai testi filo-ottoniani di Liutprando di Cremona.
Il titolo dell'opera può essere tradotto Trattato articolato chiamato Filo a piombo. Il termine "Filo a piombo" si riferisce all'obiettivo di ricostruire l'istituzione monarchica su principi chiari, per evitare il caos politico, ed è anche un'allusione a Isaia 34,11 ("Il Signore stenderà su di essa la corda della solitudine e la livella del vuoto."), dove viene descritto il giudizio di Dio sul regno di Edom. Vignodelli ritiene che il più probabile destinatario del testo sia Guido, vescovo di Modena e abate di Nonantola e arcicancelliere di Berengario II.

## Edizioni
Il Capitolare, il De pressuris ecclesiasticis e le lettere sono stati pubblicati per la prima volta nel Volume VIII dello Spicilegium di Luc d'Achery (Parigi, 1666, pp. 1–137). Il Perpendiculum è apparso per la prima volta nel Volume II degli Stephani Baluzii Tutelensis Miscellanea novo ordine digesta et non paucis ineditis monumentis... aucta di Giovanni Domenico Mansi (Lucca, 1761, pp. 565–574). La prima edizione dell'Opera omnia, in due volumi, fu realizzata da Carlo Luigi Buronzo del Signore (Vercelli, 1768). Una nuova edizione dell'opera è stata pubblicata nel volume VI della Scriptorum veterum collectio nova e Vaticanis codicibus di Angelo Mai (Roma, 1832).
Le principali edizioni moderne dell'opera di Attone sono:
- Patrologia Latina, vol. 134, col. 9-916.
- Georg Goetz (ed.), Attonis qui fertur Polipticum quod appellatur Perpendiculum (introduzione, testo latino e traduzione tedesca), Leipzig, B. H. Teubner, 1922.
- Joachim Bauer (ed.), Die Schrift De pressuris ecclesiasticis des Bischofs Atto von Vercelli. Untersuchung und Edition, Tübingen, 1975.
- Attone di Vercelli, Polipticum quod appellatur Perpendiculum. Edizione critica, traduzione e commento a cura di Giacomo Vignodelli. Con un saggio di Luigi G. G. Ricci, Firenze, 2020.